# 米哈伊尔·布拉托夫
米哈伊尔·阿列克谢耶维奇·布拉托夫（俄語：Михаил Алексеевич Булатов，1924年10月25日—2020年3月3日），俄罗斯二战老兵，上校，苏联英雄。

## 生平
1924年10月25日生于烏拉爾區普拉斯特區上萨纳尔卡村。1942年11月应征入伍，在奥廖尔步兵学校接受训练。1943年3月作为第235步兵师工程部队成员赴前线作战。在1943年7月至8月的库尔斯克会战中，他所在的部队负责工程勘察和建立铁丝网，在河上架设突击桥，布拉托夫因此获得红星勋章。随后在1944年6月的巴格拉基昂行動中圆满完成任务，获得两枚光荣勋章。
1944年10月，布拉托夫在强渡利耶盧佩河期间护送坦克有功，获得第二枚红星勋章。在1945年4月的柯尼斯堡战役中，布拉托夫所在的工程班受命前往劳申公路进行工程勘察，不慎被德军发现。其中一名工兵死亡，两人重伤。布拉托夫包扎好战友，独自沿公路爬行。在敌人的火力下，他发现并扫除24枚藏在沥青之下的炸弹，总重量2.5吨。因为这次行动，瓦西列夫斯基元帅授予布拉托夫苏联英雄称号。
战后布拉托夫继续在军队服役，1948年毕业于利沃夫高等军事政治学校。1963年毕业于列宁格勒军政学院。1973年退役。1987年至1992年任库尔斯克退休干部委员会主席。
2003年获授友谊勋章，2005年9月获库尔斯克荣誉市民称号。2020年3月3日逝世，终年95岁。